# Chrysodema pyrothorax
Chrysodema pyrothorax es una especie de escarabajo del género Chrysodema, familia Buprestidae. Fue descrita científicamente por Snellen van Vollenhoven en 1864.